# Coenosia incurva
Coenosia incurva este o specie de muște din genul Coenosia, familia Muscidae, descrisă de Stein în anul 1911. Conform Catalogue of Life specia Coenosia incurva nu are subspecii cunoscute.